# خليج تيرا نوفا

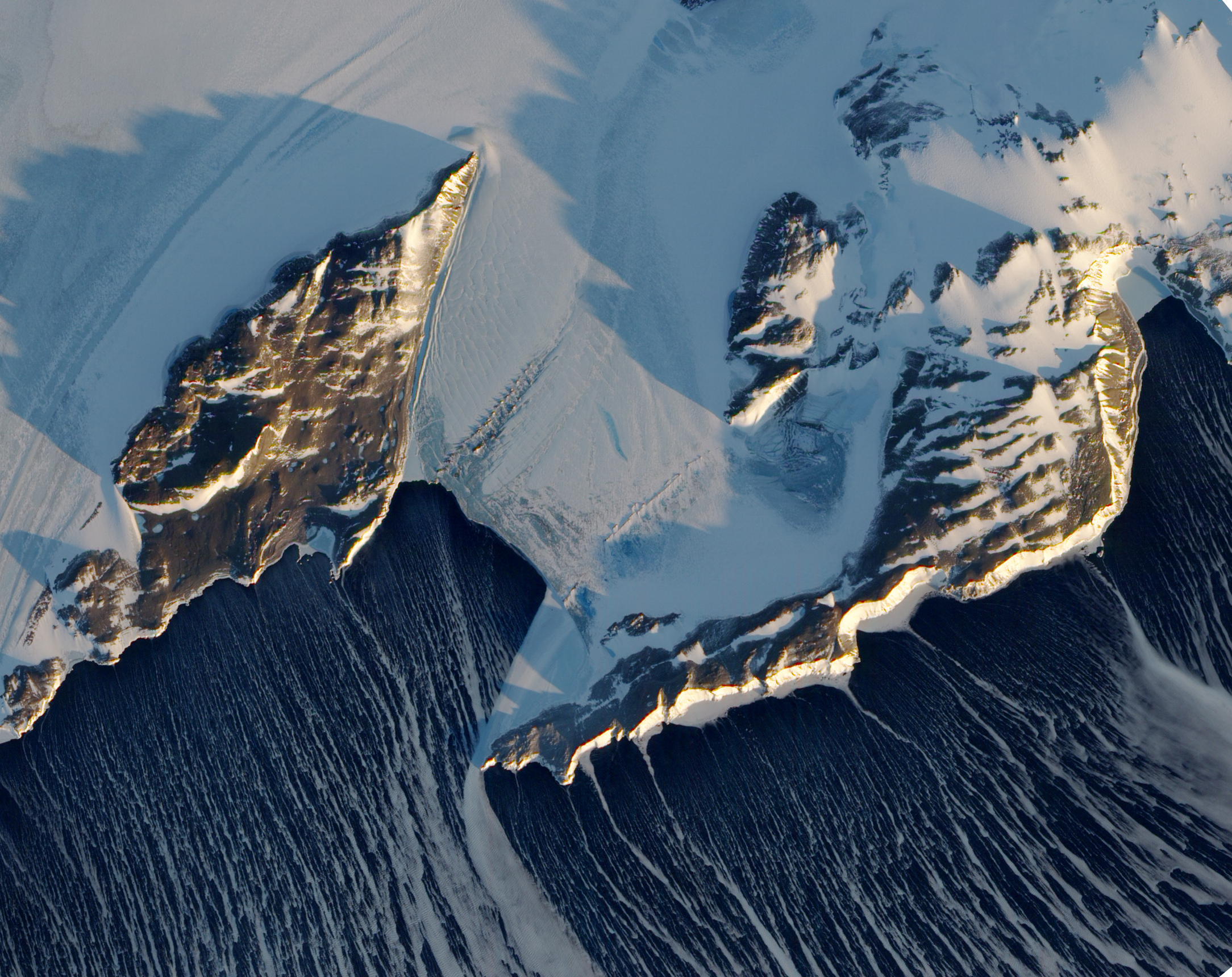

خليج تيرا نوفا هو خليج في أنتاركتيكا طوله حوالي 64 كيلومتراً (40 ميلاً) ويقع بين كيب واشنطن ولسان دريغالسكي الجليدي على طول ساحل أرض فكتوريا بأنتاركتيكا. والخليج خالٍ من الجليد أغلب أوقات السنة.
اكتشفت هذا الخليج بعثة الاستكشاف البريطانية لأنتاركتيكا (1901 ـ 1904) بقيادة روبرت فالكون سكوت، وسمي بهذا الاسم نسبة إلى سفينة الإغاثة «تيرا نوفا» التابعة للبعثة. وتوجد محطة زوشيلي الإيطالية عند هذا الخليج.